# Vals (dans)

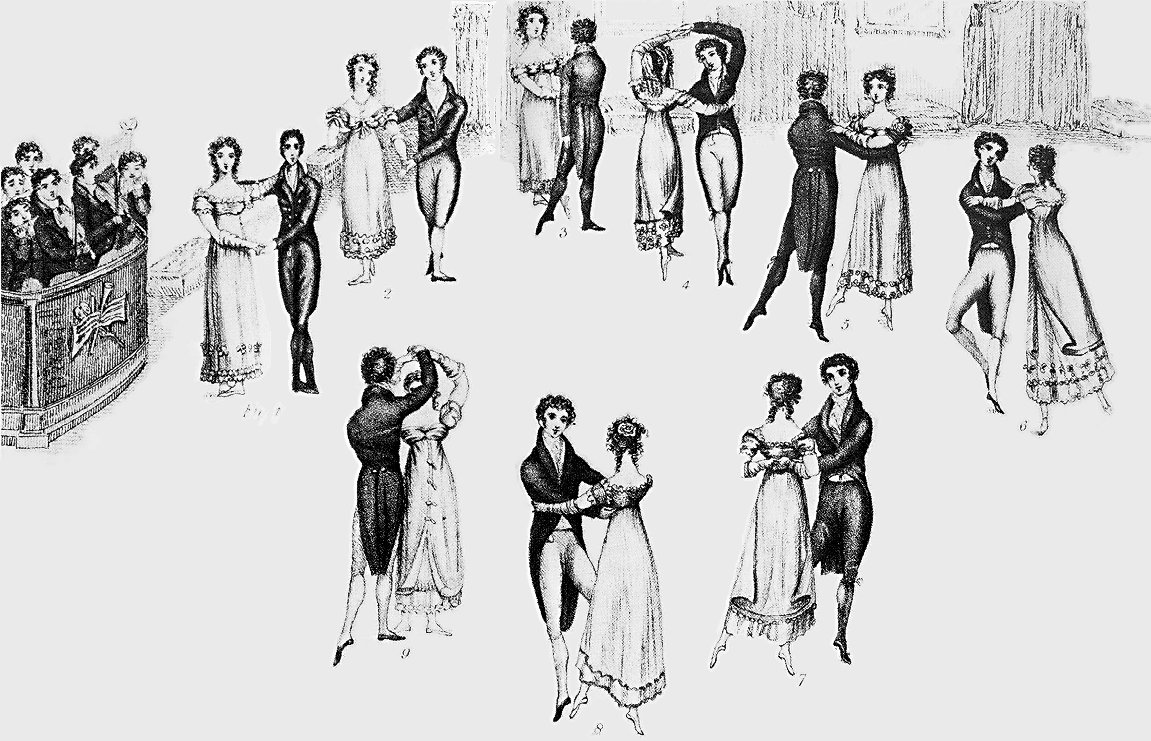
Desen înfățișând perechi care dansează vals

Valsul este un dans în măsura de trei timpi, cu mișcări relativ vioaie, care se dansează în perechi. Poate reprezenta și melodia după care se execută acest dans.

## Istoric
A apărut pentru prima dată în Viena în secolul al XVI-lea. Face parte din categoria dansurilor standard și din lista celor 10 dansuri care se practică în dans sportiv. Este un dans cu un ritm linistit, care arată armonia dintre barbat și femeie (parteneri). În dansul sportiv este dansul cu cele mai putine figuri: întoarcere spre dreapta, întoarcere spre stanga și sweevle, o figură complexă.
Valsul incepe de obicei intr-o tonalitate minora,urmata de alta majora si revenirea la cea minora initiala (ABA). Dar sunt si cazuri mai putine, in care valsul poate fi compus numai in tonalitate majora. Masura e intotdeauna de trei timpi-primul timp e accentuat,iar ceilalti doi neaccentuati. Compozitorii de valsuri din Venezuela apeleaza la o poliritmie, alternand masura de trei patrimi cu cea de sase optimi aducand un parfum original ,nemaiantalnit in Europa sau valsurile lui Johann Strauss si fiii sai.